# マスクフィットテスト実施者
マスクフィットテスト実施者（マスクフィットテストじっししゃ）とは、労働安全衛生法に定められた資格であり、マスクフィットテスト実施者基本教育を修了した者の中から事業者により選任される。

## 受講資格
制限なし。誰でも受講できる。

## 講習
告示された講習時間は5時間以上である。

### マスクフィットテスト実施者基本教育
- 学科（1時間30分）

1. フィットテストに関する知識（30分）
2. フィットテストの方法に関する知識（1時間）

- 実技（3時間30分）

1. フィットテストの準備方法（1時間）
2. フィットテストの実施方法（2時間30分）